# William Donald Borders
William Donald Borders (Washington, 9 ottobre 1913 – Timonium, 19 aprile 2010) è stato un arcivescovo cattolico statunitense.
È stato il tredicesimo arcivescovo di Baltimora dal 1974 al 1989, essendo stato precedentemente il primo vescovo di Orlando dal 1968 al 1974.

## Biografia
William Donald Borders nacque a Washington, nell'Indiana, e ancora giovane frequentò la scuola media ed elementare parrocchiale, intraprendendo i propri studi ecclesiastici nel 1932, nel St. Meinrad Seminary del suo stato nativo. Nel 1936 si trasferì al Notre Dame Seminary a New Orleans in risposta a un appello all'arcivescovo di quella città, Joseph Rummel. Venne ordinato sacerdote nella cattedrale di New Orleans il 18 maggio 1940.
La sua prima assegnazione pastorale fu alla parrocchia del Sacro Cuore di Baton Rouge, in Louisiana. Nel 1943 entrò nell'esercito come cappellano militare nella 91ª Divisione di Fanteria in Africa ed Italia, raggiungendo il rango di maggiore alla fine del proprio servizio militare nel 1946.
Dal suo ritiro dal servizio militare fu parroco della chiesa di Nostra Signora del Pronto Soccorso a Westwego, Louisiana. Frequentò quindi l'Università di Notre Dame a South Bend, dove ottenne un master in Scienza dell'Educazione nel 1947. Completati i propri studi, si stabilì alla parrocchia di Nostra Signora di Lourdes a New Orleans.
Nel 1948 divenne assistente della cappella dell'Università della Louisiana. Nel 1964 divenne rettore della cattedrale di San Giuseppe a Baton Rouge, dove prestò servizio come direttore diocesano del consiglio cattolico, come direttore dei seminaristi e come consultore diocesano, oltre ad essersi distinto per essere stato il fondatore di un seminario minore. Nel 1963 venne nominato prelato domestico col titolo di monsignore.
Il 2 maggio 1968 papa Paolo VI lo nominò vescovo della neoeretta diocesi di Orlando: venne consacrato il 14 giugno dello stesso anno, facendo l'ingresso ufficiale in diocesi il 17 luglio.
Nella città di Orlando si adoperò largamente per implementare le direttive del Concilio Vaticano Secondo, con particolare enfasi alle responsabilità collegiali, prodigandosi molto anche per lo sviluppo del sistema scolastico e per i poveri.
Con il titolo di arcivescovo, venne trasferito a Baltimora nel 1974. Divise l'arcidiocesi in tre vicariati e nominò tre suoi vescovi ausiliari come suoi vicari, ai quali delegò alcune funzioni di rappresentanza, incrementando così non solo il numero dei fedeli, ma anche l'efficienza dell'arcidiocesi.
Nel 1981 si recò in Cina con una commissione per cercare delle possibilità di scambi culturali tra oriente e Stati Uniti.
Al suo settantacinquesimo compleanno, nel 1989, rassegnò le proprie dimissioni a papa Giovanni Paolo II e si ritirò a vita privata.

## Genealogia episcopale e successione apostolica
La genealogia episcopale è:
- Cardinale Scipione Rebiba
- Cardinale Giulio Antonio Santori
- Cardinale Girolamo Bernerio, O.P.
- Arcivescovo Galeazzo Sanvitale
- Cardinale Ludovico Ludovisi
- Cardinale Luigi Caetani
- Cardinale Ulderico Carpegna
- Cardinale Paluzzo Paluzzi Altieri degli Albertoni
- Papa Benedetto XIII
- Papa Benedetto XIV
- Cardinale Enrico Enriquez
- Arcivescovo Manuel Quintano Bonifaz
- Cardinale Buenaventura Córdoba Espinosa de la Cerda
- Cardinale Giuseppe Maria Doria Pamphilj
- Papa Pio VIII
- Papa Pio IX
- Cardinale Alessandro Franchi
- Cardinale Giovanni Simeoni
- Cardinale Antonio Agliardi
- Cardinale Basilio Pompilj
- Cardinale Adeodato Piazza, O.C.D.
- Cardinale Luigi Raimondi
- Arcivescovo William Donald Borders

La successione apostolica è:
- Vescovo Philip Francis Murphy (1976)
- Cardinale James Francis Stafford (1976)
- Vescovo William Clifford Newman (1984)
- Vescovo John Huston Ricard, S.S.J. (1984)